# Kingdom of Madness
Kingdom of Madness är det tyska power metal-bandet Edguys andra studioalbum, utgivet i februari 1997 på AFM Records (bandets första album på detta bolag) och i Japan på Victor i januari 1999.
Skivan gästades av Chris Boltendahl (Grave Digger) och var bandets sista med trummisen Dominik Storch.

## Låtlista
1. "Paradise" – 6:24
2. "Wings of a Dream" – 5:24
3. "Heart of Twilight" – 5:32
4. "Dark Symphony" (instrumental) – 1:05
5. "Deadmaker" – 5:15
6. "Angel Rebellion" – 6:44
7. "When a Hero Cries" – 3:59
8. "Steel Church" – 6:29
9. "The Kingdom" – 18:23

## Medverkande
Musiker
- Tobias Sammet – sång, basgitarr, piano, keyboard, gitarr
- Jens Ludwig – gitarr
- Dirk Sauer – gitarr
- Dominik Storch – trummor

Bidragande musiker
- Chris Boltendahl – sång

Produktion
- Erik Grösch – producent, inspelningstekniker
- Ralph Hubert – inspelningstekniker
- Peter Fahl – layout